# Lutrogale cretensis
Lutrogale cretensis — вимерла видра, яка була ендеміком Криту в плейстоцені.

## Таксономія
Це був близький родич гладкошерстої видри (L. perspicillata), яка сьогодні мешкає лише в південній Азії, але в минулому проживала ширше.
Критська видра — єдина хижа тварина, відома з плейстоцену Криту. Її викопні залишки відомі лише з одного місця (печера Ліко).

## Опис
Критська видра була подібна за довжиною до гладкошерстої видри, приблизно 1 м завдовжки, але була більш міцної будови й трохи важчою. 
Критська видра демонструє більше наземних пристосувань, ніж гладкошерста видра і євразійська видра, хоча й не такою мірою, як у видр роду Aonyx. Її скелет поєднує низку пристосувань до наземної локомоції з чіткими водними адаптаціями. Ця зміна способу життя, ймовірно, виникла через особливі умови (наприклад, відсутність річок) на Криті.